# Frensdorf

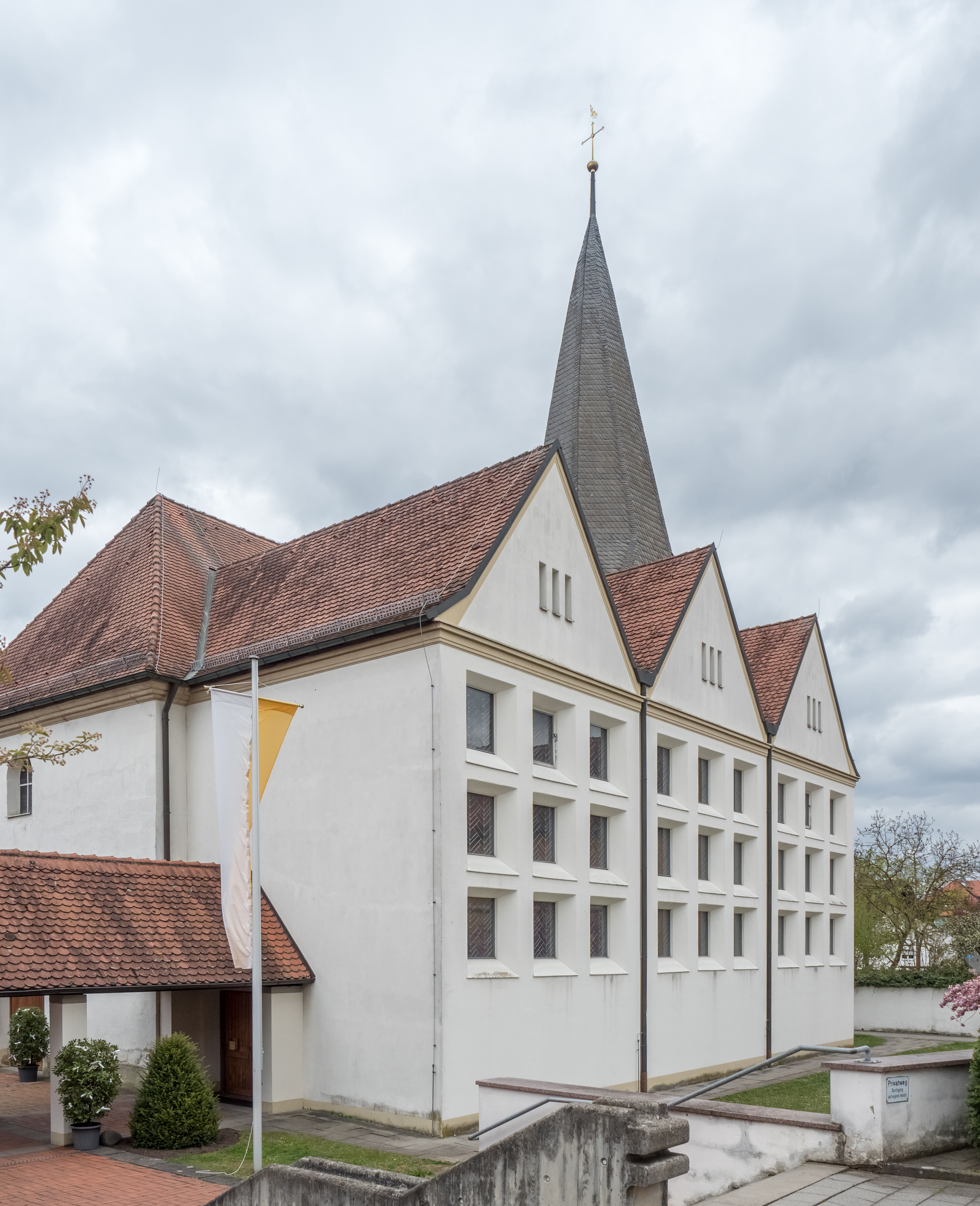
Katholische Pfarrkirche St. Johannes

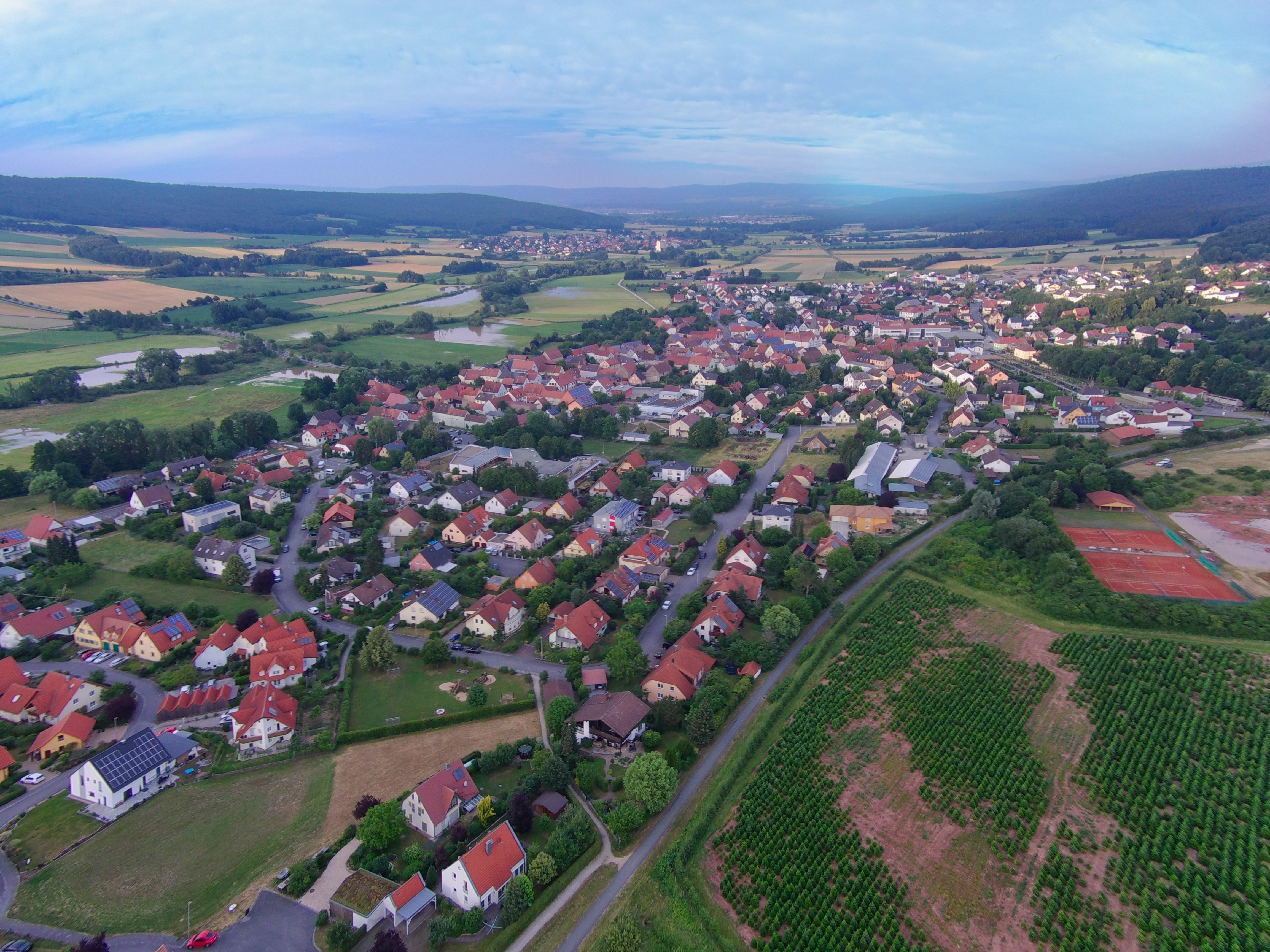
Drohnenbild vom Westen Frensdorfs

Frensdorf (mundartlich: Freesdäff) ist eine Gemeinde im oberfränkischen Landkreis Bamberg und zählt zur Metropolregion Nürnberg.

## Geographie

### Geographische Lage
Die Gemeinde liegt in Oberfranken südlich von Bamberg am Unterlauf der Rauhen Ebrach an den östlichen Ausläufern des Steigerwaldes.

### Nachbargemeinden
Nachbargemeinden sind (von Norden beginnend im Uhrzeigersinn): Stegaurach, Pettstadt, Hirschaid, Höchstadt an der Aisch (Landkreis Erlangen-Höchstadt, Mittelfranken), Pommersfelden und Burgebrach.

### Gemeindegliederung
Es gibt 14 Gemeindeteile (in Klammern sind der Siedlungstyp und Einwohnerzahlen Stand 3. Januar 2022 angegeben):
- Abtsdorf (Dorf, 290)
- Birkach (Dorf, 284)
- Ellersdorf (Dorf, 47)
- Frensdorf (Pfarrdorf, 1731)
- Herrnsdorf (Pfarrdorf, 441)
- Hundshof (Weiler, 30)
- Lonnershof (Weiler, 35)
- Obergreuth (Dorf, 106)
- Rattelshof (Weiler, 16)
- Reundorf (Pfarrdorf, 1198)
- Schlüsselau (Pfarrdorf, 374)
- Untergreuth (Dorf, 139)
- Vorra (Pfarrdorf, 365)
- Wingersdorf (Dorf, 150)

Es gibt die Gemarkungen Birkach, Frensdorf, Herrnsdorf und Reundorf.

## Geschichte

### Bis zur Gemeindegründung
Frensdorf dürfte in der Zeit zwischen den Jahren 750 und 900 (sogenannte fränkische Landnahme) entstanden sein  und wurde erstmals 1139 urkundlich erwähnt. Die Grafen von Abenberg machten im 12. Jahrhundert Frensdorf zum Verwaltungsmittelpunkt ihrer Besitzungen im Bamberger Raum. Sie waren wie die ihnen um 1190 nachfolgenden Grafen von Andechs-Meranien Vögte des Hochstifts Bamberg, zu dessen Besitz Frensdorf bis zum Reichsdeputationshauptschluss von 1803 gehörte. Ab 1500 lag die Ortschaft im Fränkischen Reichskreis. Seit dem Reichsdeputationshauptschluss von 1803 gehört der Ort wie weite Teile Frankens zu Bayern (Siehe auch Geschichte Frankens).

### Eingemeindungen
Durch die Gebietsreform entstand am 1. Mai 1978 die heutige Gemeinde Frensdorf durch die Eingliederung der mit dem Gemeindeedikt von 1818 gebildeten Gemeinden Birkach, Herrnsdorf und Reundorf.

### Verwaltungsgemeinschaft
Von 1978 bis 2001 gehörte Frensdorf der Verwaltungsgemeinschaft Frensdorf an, die zum 1. Januar 2002 aufgelöst wurde. Seither hat Frensdorf wieder eine eigene Gemeindeverwaltung.

### Religionen
Konfessionelle Zusammensetzung (mit Nebenwohnsitzen 5229 Einwohner):
- römisch-katholisch: 3981 Bewohner (76 %)
- evangelisch: 498 Bewohner (9,5 %)
- sonstige: 750 Bewohner (14,5 %)

(Stand: 1. Januar 2017)

### Einwohnerentwicklung
Im Zeitraum 1988 bis 2018 wuchs die Gemeinde von 3680 auf 5092 um 1412 Einwohner bzw. um 38,4 %.
| Jahr      | 1961 | 1970 | 1987 | 1991 | 1995 | 2000 | 2005 | 2010 | 2015 | 2020 |
| --------- | ---- | ---- | ---- | ---- | ---- | ---- | ---- | ---- | ---- | ---- |
| Einwohner | 2899 | 3042 | 3541 | 3947 | 4372 | 4697 | 4786 | 4890 | 4961 | 5126 |

## Politik

### Bürgermeister
Jakobus Kötzner (Aktive Wählerliste) ist seit 1. Mai 1996 Erster Bürgermeister. Er wurde seither viermal wiedergewählt, zuletzt 2008 mit 81,86 %, 2014 mit 83,0 % und 2020 mit 64,66 % der Stimmen.

### Gemeinderat
Die Gemeinderatswahlen seit 2002 führten zu folgenden Sitzverteilungen:
| Partei/Liste                                                                      | 2020 | 2014 | 2008 | 2002 |
| --------------------------------------------------------------------------------- | ---- | ---- | ---- | ---- |
| CSU/Freie Wählergemeinschaft Frensdorf (FWG)                                      | 3    | –    | –    | –    |
| GRÜNE                                                                             | 2    | –    | –    | –    |
| Aktive Wählerliste Herrnsdorf-Schlüsselau-Wingersdorf-Ellersdorf-Lonnershof (AWL) | 3    | 2    | 2    | 3    |
| Bürgerliste Reundorf (BLR)                                                        | 3    | 3    | 3    | 3    |
| Frensdorfer Bürgergemeinschaft (FBG)                                              | 3    | –    | –    | –    |
| Initiative Frensdorf (IGF)                                                        | 2    | –    | –    | –    |
| Christliche Wählerliste Abtsdorf, Birkach, Hundshof und Vorra (CWL)               | 2    | 2    | 2    | 2    |
| Vereinigte Wähler Vorra-Birkach-Abtsdorf-Hundshof (VW)                            | 2    | 1    | 2    | 1    |
| CSU/Frensdorfer Bürgergemeinschaft (FBG)                                          | –    | 4    | 5    | 4    |
| Freie Wählergemeinschaft Frensdorf (FWG)                                          | –    | 3    | 2    | 3    |
| Freie Wähler                                                                      | –    | 1    | –    | –    |
| Gesamt                                                                            | 20   | 16   | 16   | 16   |

Die Gemeindesteuereinnahmen betrugen im Jahr 2022 insgesamt 4.971.000 Euro, davon betrugen die Gewerbesteuereinnahmen (netto) 1.006.000 Euro.

### Wappen
| Wappen von Frensdorf | Blasonierung: „Der Schild ist gespalten von Blau und Gold; vorne (vom Beschauer gesehen links) übereinander zwei schreitende Löwen, hinten der Heilige Johannes in schwarzem Fellgewand, in der Rechten einen schwarzen Kreuzstab haltend, zu seinen Füßen ein schwarzes Lamm.“ |
| Wappen von Frensdorf | Wappenbegründung: Die vordere Schildhälfte gibt das Wappen der Grafen von Abenberg wieder. Der Heilige Johannes ist als Patron der Pfarrkirche schon im 14. Jahrhundert bezeugt. Die Farben Schwarz auf Gold der rückwärtigen Schildhälfte entsprechen den Farben des Hochstifts Bamberg. Die Feldfarben Blau und Gold könnten an die Wappenfarben der Andechs-Meranier erinnern. Dieses Wappen wird seit 1953 geführt. |

## Kultur und Sehenswürdigkeiten
- Wallfahrtskirche Zur Schmerzhaften Dreifaltigkeit in Schlüsselau
- Kloster Schlüsselau
- Bauernmuseum des Landkreises Bamberg in Frensdorf
- Jakobuskirche Herrnsdorf

## Wirtschaft und Infrastruktur

### Verkehr

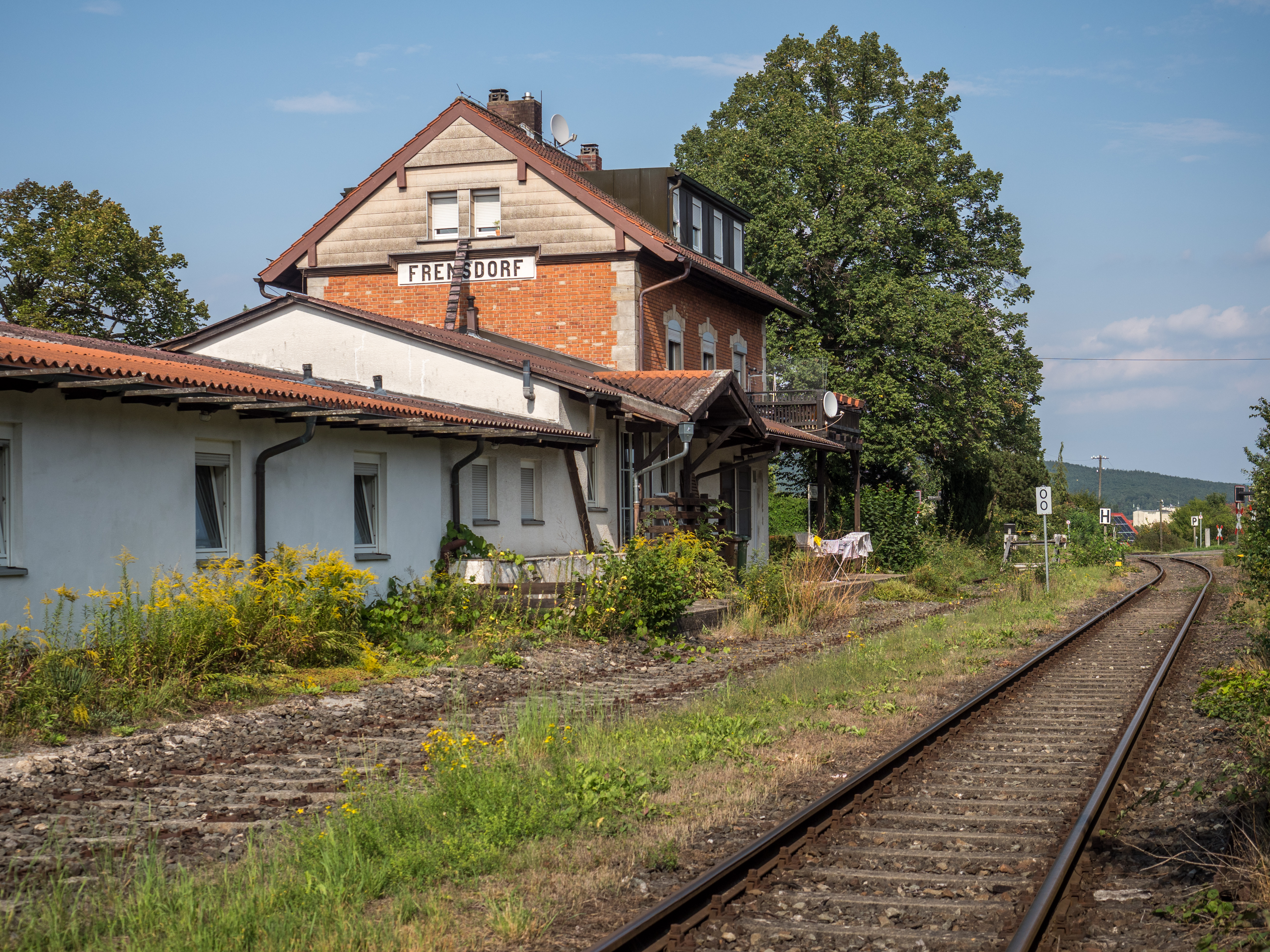
Bahnhof Ebrach (August 2017)

Frensdorf liegt an der Bahnstrecke Strullendorf–Ebrach und der Bahnstrecke Frensdorf–Schlüsselfeld. Der Abschnitt Frensdorf–Ebrach wurde 2006 stillgelegt und abgebaut.

### Wirtschaft einschließlich Land- und Forstwirtschaft
Es gab im Jahr 2022 nach der amtlichen Statistik im Bereich der Land- und Forstwirtschaft fünf, im produzierenden Gewerbe 201 und im Bereich Handel und Verkehr 108 sozialversicherungspflichtig Beschäftigte am Arbeitsort. In sonstigen Wirtschaftsbereichen waren am Arbeitsort 127 und am Wohnort 2338 Personen sozialversicherungspflichtig beschäftigt. Im verarbeitenden Gewerbe gab es einen, im Bauhauptgewerbe elf Betriebe. 56 landwirtschaftliche Betriebe nutzten im Jahr 2020 eine Fläche von 2810 Hektar, davon waren 2212 Hektar Ackerfläche und 598 Hektar Dauergrünfläche.

### Freiwillige Feuerwehren
In den Ortsteilen Birkach, Frensdorf, Herrnsdorf, Reundorf und Vorra bestehen Freiwillige Feuerwehren.
- Freiwillige Feuerwehr Frensdorf mit HLF10, MZF
- Freiwillige Feuerwehr Herrnsdorf mit HLF10, TSF, MTF
- Freiwillige Feuerwehr Vorra mit TSF-W
- Freiwillige Feuerwehr Reundorf mit TSF-W
- Freiwillige Feuerwehr Birkach mit TSF

### Bildung
Es gibt folgende Einrichtungen (Stand: 2023):
- vier Kindertageseinrichtungen: 365 genehmigte Betreuungsplätze, 328 betreute Kinder
- zwei Volksschulen: 30 Lehrkräfte, 397 Schülerinnen und Schüler

### Brauereien
In der Gemeinde Frensdorf gibt es noch die Brauerei Büttner in Untergreuth und die Brauerei Müller in Reundorf. Die Brauerei Barnikel in Herrnsdorf stellte den Braubetrieb 2012 ein. Bis Ende der 1970er Jahre gab es in Frensdorf noch die Brauereien Pickel und Messingschlager. Im Gemeindeteil Wingersdorf wurde bis 1978 in der Brauerei Schütz Bier gebraut.

## Söhne und Töchter der Gemeinde
- Peter Eismann (* 1957), Politiker (CSU)
- Bruno Neundorfer (1926–2001), Historiker und Archivar
- Joseph Neundorfer (1901–1997), Politiker (CSU)